# Lasinja
Lasinja est un village et une municipalité située dans le comitat de Karlovac, en Croatie. Au recensement de 2001, la municipalité comptait 1 938 habitants, dont 87,56 % de Croates et 10,27 % de Serbes et le village seul comptait 579 habitants.

## Histoire
La culture énéolithique de Lasinja est nommée d'après le nom de la municipalité.

## Localités
La municipalité de Lasinja compte 8 localités :
| - Banski Kovačevac - Crna Draga - Desno Sredičko - Desni Štefanki | - Lasinja - Novo Selo Lasinjsko - Prkos Lasinjski - Sjeničak Lasinjski |